# Bugatti Type 32

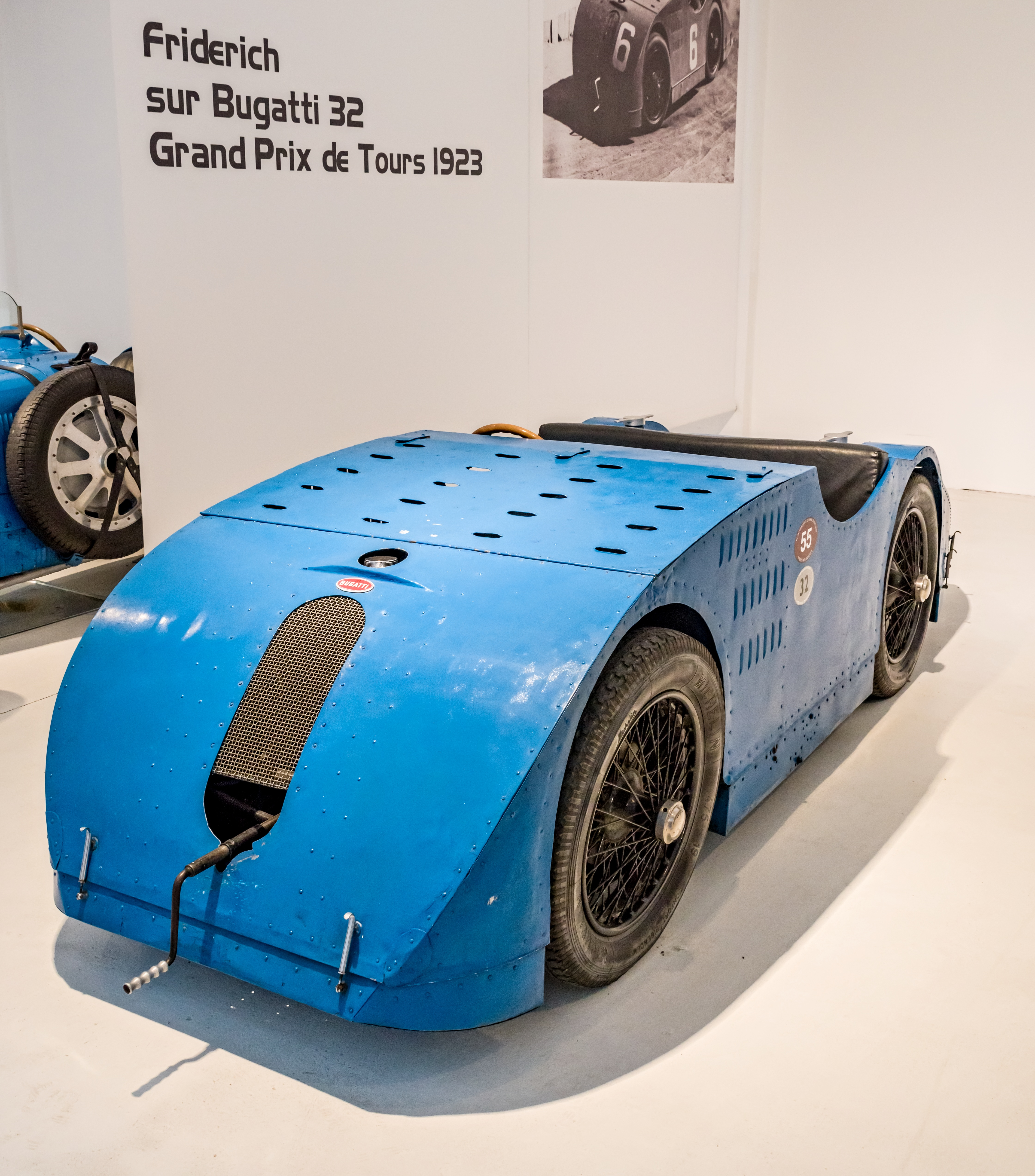
Bugatti Type 32 in der Cité de l’Automobile

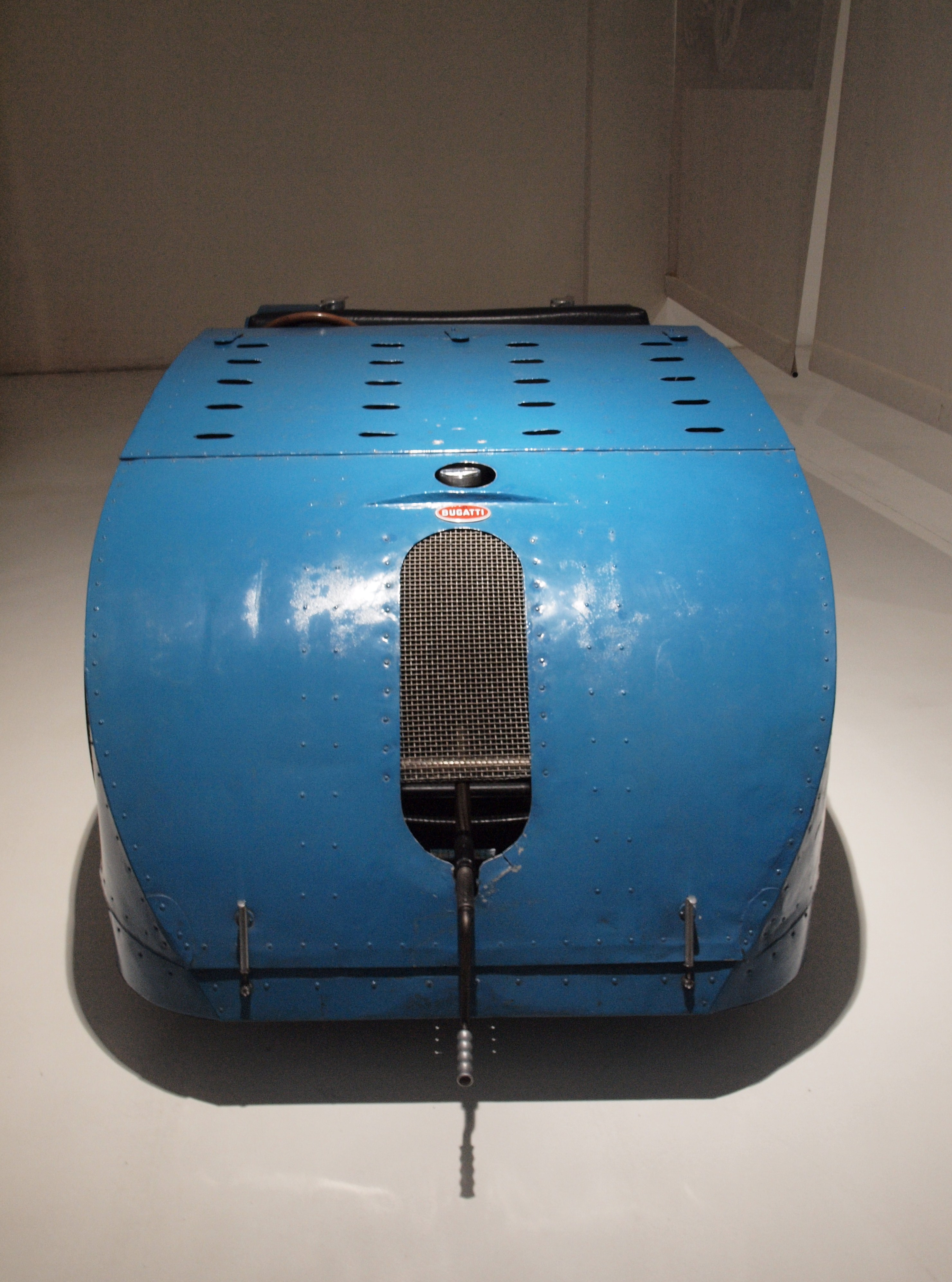
Frontansicht

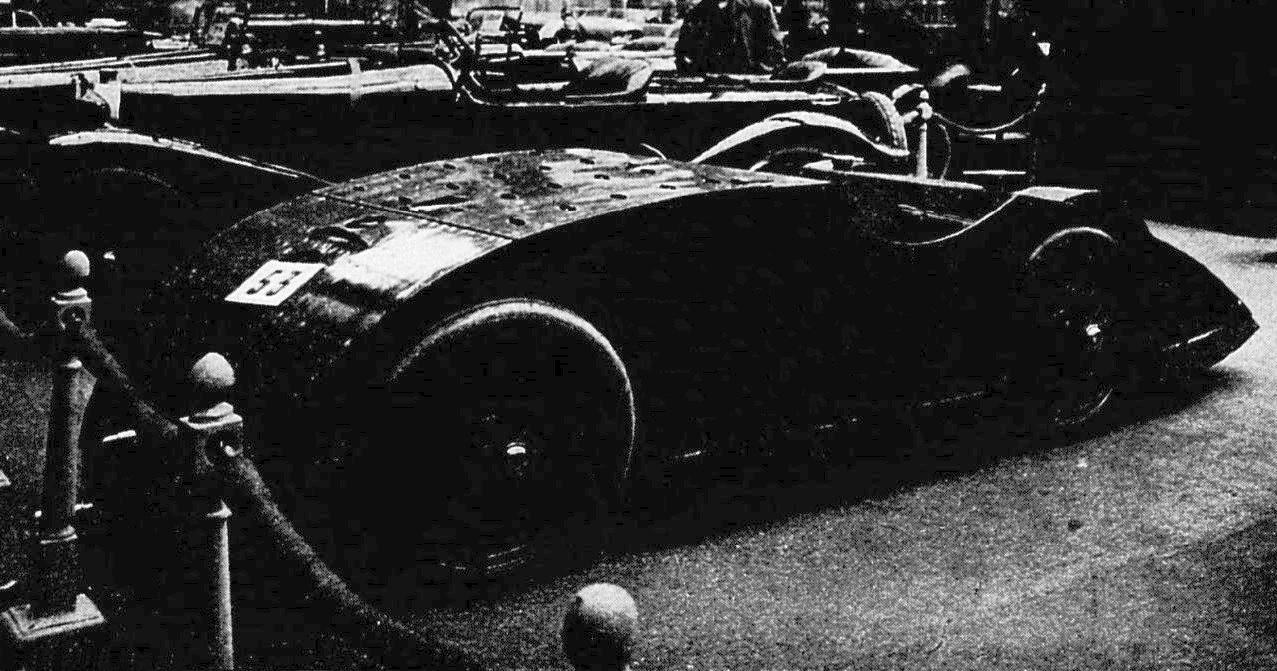
1923 stellte Bugatti den Type 32 auf dem Pariser Autosalon aus

Der Bugatti Type 32 ist ein Grand-Prix-Rennwagen. Hersteller war Bugatti aus Frankreich. Er ist einer der ersten Rennwagen mit einer strömungsgünstig optimierten Karosserie.

## Beschreibung
Der Bugatti Type 32 wurde vom Type 30 abgeleitet, mit dem er zahlreiche Komponenten teilt. Anders als der als Tourenwagen konzipierte Type 30 war der Type 32 ein reiner Rennwagen. Einziges Produktionsjahr war 1923.

### Motor
Das Fahrzeug hat einen Achtzylinder-Reihenmotor. 60 mm Bohrung und 88 mm Hub ergeben 1991 cm³ Hubraum. Jeder Zylinder hat zwei Einlassventile und ein Auslassventil. Die beiden Vergaser kamen von Zenith. Der Motor leistet je nach Quelle 75 PS, 85 PS, 100 PS oder 104 PS.
Der Motor ist wassergekühlt. Er ist vorne im Fahrgestell eingebaut und treibt über eine Kardanwelle die Hinterachse an. Das Getriebe hat drei oder vier Vorwärtsgänge.

### Fahrgestell
Der Radstand entspricht mit 200 cm jenem des Type 13 und ist erstaunlich kurz für einen Rennwagen mit Reihenachtzylindermotor. Das führt dazu, dass der Fußraum der Insassen am Motor vorbei in den vorderen Bereich ragt. Die Platzverhältnisse sind sehr beengt. Die Spurweite beträgt je nach Quelle 100 cm, 115 cm oder 120 cm. Eine Quelle gibt eine Fahrzeuglänge von 375 cm an, eine andere von 380 cm. Die Fahrzeuge waren 132 cm breit. Das Leergewicht ist je nach Quelle mit 730 bis 760 kg, 750 kg oder 761 kg angegeben.
Die beiden Starrachsen sind in Underslung-Bauart nun auch vorn an umgedrehten Viertelelliptikfedern aufgehängt; eine Abkehr von den noch im Type 30 verwendeten vorderen mit Halbelliptikfedern. Die Bodenplatte bildet mit den Chassisträgern eine Einheit, man kann also von einer frühen Form einer Plattform sprechen. Das Fahrzeug ist mit Vierradbremsen ausgestattet, von denen die vorderen hydraulisch mit einem an der Spritzwand angebrachten Hauptbremszylinder betätigt werden. Die hinteren werden zeittypisch über einen Seilzug aktiviert.
Die Höchstgeschwindigkeit ist je nach Quelle mit 162 km/h, 180 km/h oder 187 km/h angegeben.
Der Type 32 galt als wenig handlich und spurtreu, was unter anderem auf die zu dieser Zeit ungenaue Kenntnis der Gesetze der Aerodynamik zurückgeführt werden kann.

### Karosserie und Aerodynamik
Der charakteristische Aufbau des Type 32 war die erste Arbeit, die in der eben erst eingerichteten Karosserieabteilung des Werks fertiggestellt wurde.
Das Modell stellte mit dem kurzen Radstand und der aerodynamischen Karosserie einen Sondertyp dar, für den es weder einen direkten Vorgänger noch Nachfolger gibt.

### Technische Daten
| Daten                 | Type 32 |
| --------------------- | --- |
| Bauzeit               | 1923 |
| Motor                 | 8-Zylinder-Reihenmotor (Viertakt) Gegossen in zwei Blöcken zu je vier Zylindern 2 Einlassventile pro Zylinder 1 Auslassventil pro Zylinder |
| Bohrung × Hub         | 60 × 88 mm |
| Hubraum               | 1991 cm³ |
| Leistung              | 75–104 PS |
| Motorschmierung       | Ölpumpe |
| Ventilsteuerung       | SOHC über Königswelle |
| Kühlung               | Wasserkühlung mit Wasserpumpe |
| Benzinzufuhr          | Vakuum mit Handpumpe |
| Gemischaufbereitung   | 2 × Zenith-Vergaser |
| Getriebe              | Drei- oder Vierganggetriebe mit Rückwärtsgang                                                                                              |
| Kupplung              | Mehrscheiben-Nasskupplung, 9 Scheiben |
| Kraftübertragung      | Wellenantrieb Getriebe an der Hinterachse                                                                                                  |
| Übersetzungen         | 3,6 : 1 3,86 : 1 4,15 : 1 |
| Fahrgestell           | Underslung-Leiterrahmen mit Quertraversen Frontmotor / Hinterradantrieb                                                                    |
| Radaufhängung vorn    | Underslung, Starrachse Viertelelliptikfedern, innen liegend Friktions-Stoßdämpfer                                                          |
| Radaufhängung hinten  | Underslung, Starrachse Viertelelliptikfedern, innen liegend Friktions-Stoßdämpfer                                                          |
| Bremsen               | 4 Trommelbremsen vorn: Hydraulische Betätigung hinten: Seilzug Hilfsbremse auf Hinterachse                                                 |
| Radstand              | 2000 mm |
| Länge                 | 3750–3800 mm |
| Breite                | 1320 mm |
| Spurweite vorn/hinten | 1000–1200 mm |
| Karosserie            | Aluminium, offen, 2 Sitze |
| Fahrzeuggewicht       | 730–761 kg |
| Höchstgeschwindigkeit | 162–187 km/h |
| Fahrgestellnummern    | 4057, 4058, 4059, 4060 |

## Verbleib und Recreation
Von den insgesamt fünf gebauten Fahrzeugen ist nur eines erhalten. Dabei handelt es sich um den Wagen mit der Fahrgestellnummer 4059 und dem französischen Kennzeichen 4876 J 1.
In den USA existiert mindestens ein originalgetreuer Nachbau. Das Fahrzeug wird in Oldtimerrennen eingesetzt.

## Würdigung
Die zeitgenössische Presse nahm den Type 32 nicht gut auf. Bemängelt wurden die mangelnde Motorleistung und der Karosserieentwurf.
Der Bugatti-Experte Hugh Conway sah die Gründe für den Fehlschlag einerseits im zu kurzen Fahrgestell und andererseits in Unzulänglichkeiten in der Aerodynamik.

## Motorsport
Der einzige wirklich bedeutende Anlass, an dem der Type 32 antrat, war der Grand Prix de l’ACS von 1923 auf dem Circuit de Tours. Für Ettore Bugatti, der in der Hoffnung angereist war, den Erfolg von Brescia 1921 wiederholen zu können, war das Ergebnis mit immerhin einem dritten Platz für Ernest Friederich eine Enttäuschung.
| Jahr | Rennen                                                   | Nr. | Fahrer            | Auto | Ergebnis                                                                        |
| ---- | -------------------------------------------------------- | --- | ----------------- | ---- | ------------------------------------------------------------------------------- |
| 1923 | GP von Frankreich, Tours                                 | 6   | Ernest Friederich | 4059 | Dritter; einziger Bugatti im Ziel                                               |
| 1923 | GP von Frankreich, Tours                                 | 11  | Pierre de Vizcaya | 4058 | Unfall in der 1. Runde                                                          |
| 1923 | GP von Frankreich, Tours                                 | 16  | Pierre Marco      | 4057 | Motorschaden in der 3. Runde                                                    |
| 1923 | GP von Frankreich, Tours                                 | 18  | Prince de Cystria | 4060 | Ausfall in der 12. Runde                                                        |
| 1923 | Coupe Georges Boillot                                    |     | Jean de l’Espée   | 4057 | Ausfall                                                                         |
| 1924 | Journées de Record, Rekordfahrten bei Arpajon am 6. Juli |     | Pierre de Vizcaya | 4057 | 2-Liter-Klassenrekorde: Fliegender Kilometer 189 km/h; Fliegende Meile 186 km/h |